# Mariví Bilbao
María Victoria Bilbao-Goyoaga Álvarez (Bilbao, 22 de enero de 1930 - Ibidem, 3 de abril de 2013), más conocida como Mariví Bilbao, fue una actriz española, especialmente célebre por sus papeles de Marisa Benito en Aquí no hay quien viva e Izaskun Sagastume en La que se avecina.

## Biografía
Inició muy pronto como actriz de teatro participando en montajes con los grupos de Cultura Hispánica de Bilbao y Akelarre del cual fue fundadora. Según la actriz, en sus comienzos nunca actuó con su nombre: «Bilbao era un pueblo. Como para aparecer en la ficha de un estreno en el periódico, mi padre me mata». Por ello actuó bajo el nombre de Ángela Valverde.
Debutó en el cine con papeles protagonistas en los cortometrajes La interrogación de F. Bardají y Playa insólita (1962) de Javier Aguirre Fernández. Irrintzi (1978), de Mirentxu Loyarte y Agur Txomin (1981) de Juanma Ortuoste y Javier Rebollo.
En 1981, con personaje de mérito en Siete calles de Juanma Ortuoste y Javier Rebollo, cineastas a los que esta actriz ha estado vinculada a lo largo de toda su trayectoria al igual que en su última etapa lo ha estado con Daniel Calparsoro donde interpretaba su primer papel en un largometraje y a partir de ese momento se convirtió en una de las más solventes y eficaces actrices secundarias del cine del País Vasco o Euskadi, lugar en el que se ha centrado prácticamente toda su carrera cinematográfica.
Como reconocimiento a su trayectoria profesional, la Asociación de Actores Vascos le concedió el Premio El Abrazo (1996) y el periódico El Mundo el premio Séller, V Edición (1997).
Pero la popularidad le llegó debido a su papel en la serie de éxito Aquí no hay quien viva de Antena 3 donde trabajó durante más de tres años a las órdenes de Alberto Caballero. En 2007 se estrenó una nueva serie con el mismo equipo técnico y artístico aunque con distintos personajes y emitida por Telecinco, La que se avecina.
A lo largo de muchísimos años, esta mujer colaboró de manera continua en diversos programas y series con la Televisión Autonómica Vasca, Euskal Telebista.
En 2006 es elegida por votación popular como pregonera de las fiestas de la Semana Grande de Bilbao.
En marzo de 2007 acudió a la 79.ª edición de los Premios Óscar al estar nominada por el cortometraje Éramos pocos de Borja Cobeaga que protagonizó junto a Ramón Barea. Esta era su segunda colaboración en un cortometraje del cineasta donostiarra es decir, de San Sebastián ya que dos años antes había rodado bajo sus órdenes en el cortometraje La primera vez ganando el premio a la mejor actriz en Festivales de Orense y Málaga. También acudió al Festival Internacional de Cine de Venecia con Alumbramiento de Eduardo Chapero-Jackson ganando el León de Oro al mejor cortometraje europeo en la Sección Oficial Corto Cortísimo.
El 14 de junio de 2008 recibió el Premio Ciudad de Huesca en el Festival Internacional de Cine de Huesca en reconocimiento a su trayectoria profesional como actriz.
Fue también habitual colaboradora de la campaña Mójate por la esclerosis múltiple que se celebra anualmente en apoyo a los afectados por la esclerosis múltiple en el País Vasco y en la que trabajan otros rostros famosos como Iñaki Gabilondo, Unax Ugalde, Igor Yebra y Borja Cobeaga.
Ha estado casada dos veces, una de ellas con el artista y crítico de arte Javier Urquijo, con quien tuvo una hija.
En 2012 se retiró de televisión parcialmente, ya que siguió haciendo algunos anuncios, que eran menos largos para grabar, donde destaca el de promoción del reciclaje O reciclas o collejas.

## Fallecimiento
Falleció el 3 de abril de 2013 a los 83 años por causas naturales en su casa de Bilbao a las 12:30 de la mañana. Fue incinerada y sus cenizas se esparcieron en el mar.
El 17 de agosto de 2013, antes del inicio oficial de la Aste Nagusia o Semana Grande de Bilbao, el Consistorio contribuyó homenaje a la actriz a quien se nombró como 'Bilbaína de Honor' a título póstumo. Su hija Elvira Urquijo recogió la Placa conmemorativa de mano de Itziar Urtasun.
El primer capítulo de la séptima temporada de la serie La que se avecina fue dedicado en su memoria.

## Filmografía

### Largometrajes
- Siete Calles (1981) de Juanma Ortuoste y Javier Rebollo.
- Eskorpion (1988) de Ernesto Tellería.
- El mar es azul (1989) de Juan Ortuoste.
- No me compliques la vida (1991) de Ernesto Del Río.
- Sálvate si puedes (1994) de Joaquín Trincado como Tina.
- Salto al vacío (1994) de Daniel Calparsoro como María.
- Pasajes (1996) de Daniel Calparsoro.
- Calor... y celos (1996) de Javier Rebollo.
- Malena es un nombre de tango (1996) de Gerardo Herrero.
- Entre todas las mujeres (1997) de Juan Ortuoste.
- A ciegas (1997) de Daniel Calparsoro.
- Pecata minuta (1998) de Ramón Barea.
- Las huellas borradas (1999) de Enrique Gabriel como Felisa.
- Ione, sube al cielo (1999) de Joseba Salegui.
- La comunidad (2000) de Álex de la Iglesia.
- Aunque tú no lo sepas (2000) de Juan Vicente Córdoba.
- Marujas asesinas (2001) de Javier Rebollo.
- Carmen (2003) de Vicente Aranda.
- Torremolinos 73 (2003) de Pablo Berger como Señora de Anasagasti.
- El Séptimo día (2004) de Carlos Saura.
- El chocolate del loro (2004) de Ernesto Martín.
- La mirada violeta (2004) de Nacho Pérez de la Paz y Jesús Ruiz.
- El Calentito (2005) de Chus Gutiérrez.
- Trío de ases: el secreto de la Atlántida (2008) de Joseba Vázquez.
- Sukalde kontuak (2009) de Aizpea Goenaga.
- Maktub (2011) de Paco Arango como Puri.
- No controles (2011) de Borja Cobeaga como abuela.

### Cortometrajes
- Amores (1959) de Javier Aguirre Fernández.
- Almuñécar (1961) de Javier Aguirre Fernández.
- Playa insólita (1962) de Javier Aguirre Fernández.
- Irrintzi (1978) de Mirentxu Loxarte.
- Agur, Txomin (1981) de Javier Rebollo.
- La leyenda de un hombre malo (1994) de Myriam Ballesteros.
- Lourdes de segunda mano (1995) de Chema de la Peña.
- Adiós Toby, adiós (1995) de Ramón Barea.
- El trabajo (1999) de Igor Legarreta y Emilio Pérez Pérez.
- Amor de madre (1999) de Koldo Serra y Gorka Vázquez como Bedelia Merrick.
- Jardines deshabitados (2000) de Pablo Mal.
- Hyde & Jekill (2000) de Sara Mazkiarán.
- La primera vez (2001) de Borja Cobeaga como Begoña.
- Terminal (2002) de Aitzol Aramaio y Juan Pérez Fajardo.
- Tercero B (2002) de José María Goenaga.
- Éramos pocos (2005) de Borja Cobeaga.
- Entre nosotros (2006) de Darío Stegmayer.
- Alumbramiento (2007) de Eduardo Chapero-Jackson.
- Trío de ases (2008) de Joseba Vázquez.
- Sótano (2009) de Jon Cortegoso.
- Lala (2009) de Esteban Crespo.
- Atardecer (2009) de Santiago Lucas y Javier Muñoz.

## Televisión

### Series de televisión
| Año       | Serie                  | Canal     | Personaje                 | Notas                           |
| --------- | ---------------------- | --------- | ------------------------- | ------------------------------- |
| 1997      | Al salir de clase      | Telecinco | Casera de Íñigo           | 2 episodios                     |
| 1998      | La vida en el aire     | La 2      | Doña                      | 13 episodios                    |
| 1998      | Entre dos fuegos       | ETB1      | Begoña                    | 1 episodio                      |
| 1998-1999 | Manos a la obra        | Antena 3  | Abuela                    | 3 episodios                     |
| 2000      | Raquel busca su sitio  | La 1      |                           | 1 episodio                      |
| 2001-2002 | Hospital Central       | Telecinco | Dueña del diario / Marina | 2 episodios                     |
| 2002      | Periodistas            | Telecinco | Soledad                   | 3 episodios                     |
| 2003      | Un lugar en el mundo   | Antena 3  |                           | 6 episodios                     |
| 2003-2006 | Aquí no hay quien viva | Antena 3  | Marisa Benito Valbuena    | 91 episodios (Temporadas 1 - 5) |
| 2005      | A tortas con la vida   | Antena 3  | Marisa Benito Valbuena    | 1 episodio                      |
| 2005      | El show de la 3        | Antena 3  | Marisa Benito Valbuena    | Película                        |
| 2005      | Mis estimadas víctimas | Telecinco | Teresa                    | Película                        |
| 2006      | Apaga la luz           | La 1      | Manuela                   | 26 episodios                    |
| 2007-2012 | La que se avecina      | Telecinco | Izaskun Sagastume         | 74 episodios (Temporadas 1 - 6) |

## Premios y candidaturas
Premio TP de Oro
| Año  | Categoría                  | Película               | Resultado |
| ---- | -------------------------- | ---------------------- | --------- |
| 2004 | Mejor actriz de televisión | Aquí no hay quien viva | Nominada  |

Premios de la Unión de Actores y Actrices
| Año  | Categoría                             | Película               | Resultado |
| ---- | ------------------------------------- | ---------------------- | --------- |
| 2003 | Mejor actriz secundaria de televisión | Aquí no hay quien viva | Nominada  |
| 2004 | Mejor actriz de reparto de televisión | Aquí no hay quien viva | Ganadora  |
| 2012 | Mejor actriz de reparto de televisión | La que se avecina      | Ganadora  |

Premio Iris
| Año  | Categoría                     | Película               | Resultado |
| ---- | ----------------------------- | ---------------------- | --------- |
| 2005 | Mejor interpretación femenina | Aquí no hay quien viva | Ganadora  |

Festival de Málaga
| Año  | Categoría                                                       | Película       | Resultado |
| ---- | --------------------------------------------------------------- | -------------- | --------- |
| 2001 | Biznaga de Plata (Cortometrajes): Mejor interpretación femenina | La primera vez | Ganadora  |

Festival de cine internacional de Orense
| Año  | Categoría                                   | Película       | Resultado |
| ---- | ------------------------------------------- | -------------- | --------- |
| 2002 | Premio AISGE: Mejor interpretación femenina | La primera vez | Ganadora  |

Festival de Cine de Alicante
| Año  | Categoría                                   | Película      | Resultado   |
| ---- | ------------------------------------------- | ------------- | ----------- |
| 2008 | Mejor actriz (ex aequo con Cristina Plazas) | Alumbramiento | Ganadora(s) |

### Premios por su trayectoria
- Premio Júbilo (ex aequo con Gemma Cuervo y Emma Penella) por su trayectoria (2005).
- Premio Ciudad de Huesca del Festival Internacional de Cine de Huesca (2007).
- Premio Amalur Honorífico del Zinemaldia en San Sebastián (2008).
- Premio de Honor del Festival de Cine de Pamplona (2008).
- Homenaje en el Festival Internacional de Cortometrajes de Móstoles (2009).
- Zoom Festival Europeo de Cine para la Televisión (2009).
- Premio "Apoyo al cortometraje" de la XV edición del Festival de Cine de Zaragoza (2010).